# Akhlamad
Akhlamad est un village de la province du Khorasan-e-razavi au nord-est de l'Iran. Il est à 60 km à l'ouest de Mashhad, la capitale de la province. Akhlamad est connu pour ses chutes d'eau qui sont une attraction touristique de la région.